# Triptòlem

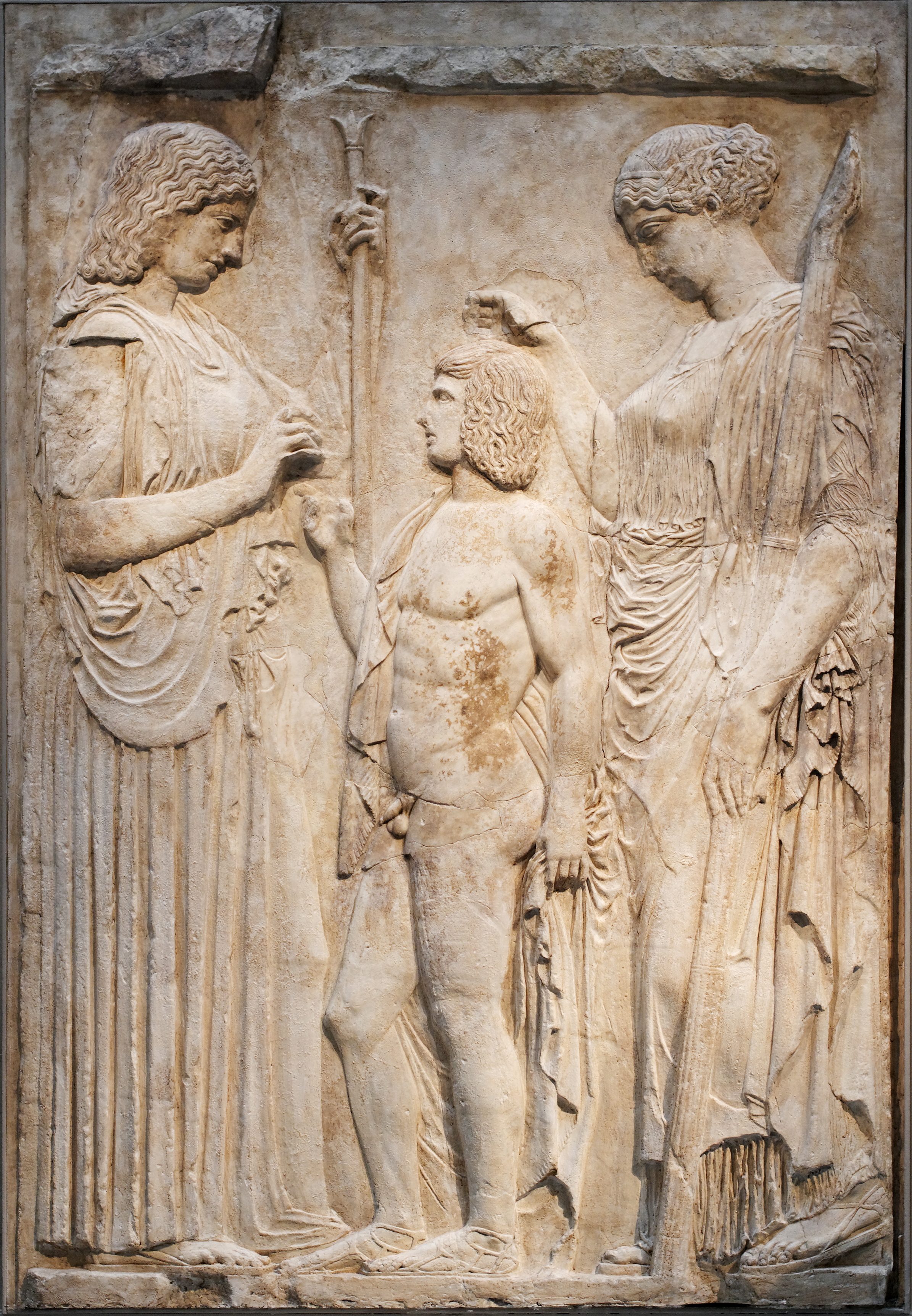
Triptòlem de peu Entre Demèter i Persèfone, rebent espigues de blat. Relleu votiu, 440-430 aC., Museu Arqueològic Nacional d'Atenes.

Triptòlem (en grec antic Τριπτόλεμος) va ser un heroi, fill de Celeu, rei d'Eleusis i Metanira i germà de Demofó, segons la genealogia més acceptada a la mitologia grega. Altres tradicions el feien fill de Disaules i de Baubo, o de l'heroi Eleusis, o fins i tot d'Oceà i de Gea.
La deessa Demèter, com a recompensa per l'hospitalitat que va rebre a Eleusis a casa dels pares de Triptòlem, li va entregar un carro tirat per dracs alats. Amb ell Triptòlem recorria el món sembrant les llavors del blat. però aquest recorregut no sempre era fàcil. Quan va arribar a Escítia, el rei Lincos el va acollir a casa seva, però, mogut per l'enveja, el volgué matar durant la nit. El rei dels getes, Carnabont, va matar un dels seus dracs, però Dèmeter el va substituir per un altre. A Patres, Àntias, fill d'Eumel, va voler junyir ell mateis els dragons al carro mentre l'heroi dormia, però va caure i es va matar. Triptòlem i Eumel van fundar en el seu honor la ciutat d'Antea. Triptòlem va tenir dos fills, Crocó i Ceró.
Més endavant, Triptòlem va ser jutge dels morts a l'Hades, i de vegades figura al costat de Minos, Radamant i Èac. Entre altres fets destacats, els antics li atribuïen la institució de les Tesmofòries i dels misteris d'Eleusis.
Una tradició fa de Triptòlem el subjecte de l'intent de Dèmeter de concedir la immortalitat a un dels fills de Celeu. Les tradicions més freqüents atribueixen el protagonisme d'aquest fet al seu germà Demofó.